# Кайзерсберг (кантон)
Кайзерсбе́рг (фр. Kaysersberg) — упразднённый кантон во Франции, в департаменте Верхний Рейн в регионе Эльзас в округе Рибовилле.
До реформы 2015 года в состав кантона административно входили 12 коммун:
| Код INSEE | Коммуна      | Французское название | Площадь, км² | Население, чел. (2012) |
| --------- | ------------ | -------------------- | ------------ | ---------------------- |
| 68005     | Аммершвир    | Ammerschwihr         | 19,66        | 1773                   |
| 68023     | Бебленхайм   | Beblenheim           | 5,61         | 984                    |
| 68026     | Беннвир      | Bennwihr             | 6,59         | 1243                   |
| 68155     | Энжерсем     | Ingersheim           | 7,44         | 4621                   |
| 68161     | Каценталь    | Katzenthal           | 3,5          | 538                    |
| 68162     | Кайзерсберг* | Kaysersberg          | 24,82        | 2705                   |
| 68164     | Кьенцхайм*   | Kientzheim           | 4,83         | 729                    |
| 68209     | Миттельвир   | Mittelwihr           | 2,42         | 831                    |
| 68237     | Нидерморшвир | Niedermorschwihr     | 3,35         | 541                    |
| 68277     | Риквир       | Riquewihr            | 17,04        | 1164                   |
| 68310     | Сигольсайм*  | Sigolsheim           | 5,8          | 1183                   |
| 68383     | Зелленберг   | Zellenberg           | 4,96         | 357                    |

*Коммуны Кайзерсберг, Кьенцхайм и Сигольсайм упразднены с 1 января 2016 года и объединены в новую коммуну Кайзерсберг-Виньобль на основании Административного акта № 27 от 17 июля 2015 года.
По закону от 17 мая 2013 и декрету от 21 февраля 2014 года количество кантонов в департаменте Верхний Рейн уменьшилось с 31 до 17. Новое территориальное деление департаментов на кантоны вступило в силу во время выборов 2015 года. После реформы кантон был упразднён. 10 коммун передано в состав кантона Сент-Мари-о-Мин (Аммершвир, Беннвир, Кайзерсберг), и по одной в состав кантона Вендзенем (Нидерморшвир) и вновь созданного кантона Кольмар-1 (Энжерсем).

## Консулы кантона
| Период      | Консул                  | Должность               |
| ----------- | ----------------------- | ----------------------- |
| 1945 — 1953 | Philippe Rieder         | Мэр коммуны Аммершвир   |
| 1953 — 1973 | Théo Faller             |                         |
| 1973 — 1985 | Jean-Barthélemy Thomann | Мэр коммуны Энжерсем    |
| 1985 — 2004 | Jean-Paul Schmitt       | Мэр коммуны Беннвир     |
| 2004 — 2015 | Henri Stoll             | Мэр коммуны Кайзерсберг |